# 赫斯特尔
赫斯特尔是德国北莱茵-威斯特法伦州的一个市镇。总面积107.54平方公里，总人口19806人，其中男性9932人，女性9874人（2011年12月31日），人口密度184人/平方公里。